# Guglielmo II di Berg
Guglielmo di Hengenbach (1348 – 26 giugno 1408), fu conte di Ravensberg, dal 1360 al 1389, e Berg dal 1360 alla sua morte.

## Origine
Guglielmo, secondo la Allgemeine Deutsche Biographie era il figlio maschio primogenito del conte di Ravensberg e conte di Berg, Gerardo e della moglie, Contessa di Ravensberg e contessa di Berg, Margherita di Ravensberg, che, secondo il documento n° XCIV del Ravensberg Codex era figlia del conte di Ravensberg, Ottone IV e della moglie, Margherita di Berg, erede della contea di Berg.

Gerardo di Berg, secondo la Allgemeine Deutsche Biographie era il figlio maschio primogenito del primo duca di Jülich, Guglielmo I e della moglie, Giovanna di Hainaut, figlia del conte di Hainaut e conte d'Olanda e di Zelanda, Guglielmo e di Giovanna di Valois, la figlia terzogenita di Carlo di Valois e di Margherita d'Angiò, e come ci ricorda la Chronologia Johannes de Beke, era sorella del futuro re di Francia (1328) Filippo VI.

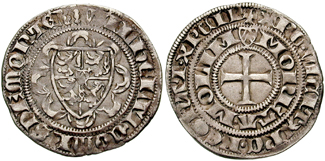
Moneta di Guglielmo II

Stemma dei conti di Berg

Stemma dei conti di Ravensberg

## Biografia
A Metz il 21 dicembre 1356, suo nonno, Guglielmo I di Jülich, fu elevato dall'imperatore, Carlo IV di Lussemburgo, a duca di Jülich e conte di Valkenburg; infatti nel documento n° 570 del Urkundenbuch für die Geschichte des Niederrheins, Volume 3, del marzo 1357, Guglielmo si cita come duca di Jülich e conte di Valkenburg (Wilhelm van goitz genaden hertzoge van Gulge, greue van Valkenborch).
Nel 1360, suo padre, Gerardo, già conte di Ravensberg e Berg ed erede del ducato di Jülich morì, per cui suo zio, il fratello di Gerardo, Guglielmo divenne erede del ducato di Jülich, mentre Guglielmo gli succedette nelle contee di Berg e Ravensberg, con la tutela della madre, Margherita.
Alla morte prematura del padre il Ducato di Jülich passò a suo zio, Guglielmo. Solo nel 1423, con l'estinzione della linea maschile discendente da Guglielmo II di Jülic, il Ducato di Jülich tornò a un discendente di Gerardo di Berg: Adolfo.
Sua madre, Margherita, dopo la morte di Gerardo, governò le contee assieme a Guglielmo, sino al 1368: infatti nel documento n° 681 del Urkundenbuch für die Geschichte des Niederrheins, Volume 3, del luglio 1368, Margherita viene citata col titolo di contessa prima di Guglielmo (Margareta greuinne ind Wilhelm van Guylghe yr sun, greue van deme Berge ind van Rauensberch), nel documento n° 684 del Urkundenbuch für die Geschichte des Niederrheins, Volume 3, del dicembre 1368, Margherita viene citata come madre del conte Guglielmo (Margareta des vurgenanten greuen Wilhelms moder).
Guglielmo fu al fianco di suo zio, Guglielmo II di Jülich, contro Venceslao duca di Brabante, che aveva attaccato il ducato di Jülich, e prese parte alla sanguinosa vittoria a Baesweiler il 22 agosto 1371, dove Venceslao perse parte del suo esercito e parecchi nobili persero la vita e Venceslao stesso fu fatto prigioniero.
Alcuni anni dopo vide tuttavia, Guglielmo fu costretto a combattere lo zio, Guglielmo II di Jülich, per far valere determinate pretese ereditarie e, nel marzo 1376, Guglielmo ottenne le città di Sinzig e Breisig dal ducato di Jülich.
Guglielmo ebbe un buon relazione con il re di Germania, Venceslao di Lussemburgo, eletto nel 1376, figlio dell'imperatore, Carlo IV di Lussemburgo, che nominò Guglielmo consigliere di Venceslao, e il 24 maggio 1380, Venceslao elevò a ducato la contea di Berg; in quel periodo Guglielmo fece un'alleanza con i duchi di Jülich e di Gheldria.
Guglielmo si dedicò alla città di Düsseldorf e, dal 1386, risiedette nel suo castello, rendendo la città più bella ed attraente e, per secoli la città rimase come l'aveva migliorata Guglielmo, tanto che è ritenuto il secondo fondatore della città.
Guglielmo, nel 1395, entrò in conflitto con Teodorico, conte di Mark, che fu aiutato dal fratello, Adolfo I di Kleve, primo duca di Kleve; con un imponente esercito, Guglielmo devastò il Circondario di Kleve, avanzando vittoriosamente sino a Keve, dove, in una zona detta Cleverhamm, in modo che tuttora non è molto chiaro, inaspettatamente, Guglielmo, assieme a tutti i suoi alleati e vassalli, fu catturato il 7 giugno 1397.
Oltre essere costretto ad accettare il Trattato di espiazione del 3 agosto 1397, che permetteva la libera circolazione delle merci sui suoi territori, per la liberazione di Guglielmo fu richiesto un riscatto.
Alla notizia della sconfitta di Guglielmo, i suoi tre figli maschi ancora in vita, Adolfo, Guglielmo e Gerardo, presero possesso di Düsseldorf e dei suoi feudi; col documento n° 1033 del Urkundenbuch für die Geschichte des Niederrheins, Volume 3, del 24 ottobre 1397, Guglielmo dovette riconoscere ai suoi tre figli il possesso di numerosi feudi, tra cui la Contea di Ravensberg.
Adolfo, che si era già ribellato al padre, nel 1392, viene considerato l'autore del colpo di stato ed il nuovo conte di Ravensberg.
Guglielmo che aveva ancora problemi finanziari per risarcire il prestito ottenuto per il pagamento del suo riscatto, il 28 novembre 1403, fu imprigionato dal figlio Adolfo nel castello di  
Monheim, col beneplacito del nuovo re di Germania, Roberto del Palatinato, zio di Adolfo.
Il 24 agosto del 1404, Guglielmo riuscì a fuggire dalla prigione e riparò a Colonia, dove rimase per diverso tempo.
Il 2 luglio 1405, Guglielmo si incontrò con Adolfo, lasciandogli la maggior parte del paese e mantenendo solo Düsseldorf con pochi incarichi.
Guglielmo morì alcuni anni dopo, il 25 giugno 1408 e gli succedette il figlio, Adolfo. 

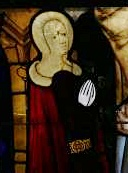
Anna del Palatinato

## Matrimonio e figli
Guglielmo il 28 settembre 1363, aveva sposato Anna del Palatinato (1346 † 1415), figlia di Roberto II del Palatinato, conte palatino e di Beatrice di Sicilia, figlia primogenita del re Pietro II di Sicilia e di Elisabetta di Carinzia; secondo il documento n° 639 del Urkundenbuch für die Geschichte des Niederrheins, Volume 3, il contratto di matrimonio era stato concordato il 24 maggio 1363. Anna morì alcuni anni dopo il marito; secondo il Düsseldorf St Maria Memorienbuch (non consultato), morì il 30 novembre 1415.
Guglielmo da Anna ebbe sei figli:
- Beatrice (1364 † 1395), sposata nel 1385 a Roberto I del Palatinato[12] (1309 † 1390), conte palatino, di 75 anni
- Margherita (1364 † 1442), sposata nel 1379 a Ottone I di Brunswick-Göttingen, come da documento n° 838 del Urkundenbuch für die Geschichte des Niederrheins, Volume 3[16]
- Roberto[1] († 1394), vescovo di Passavia e Paderborn
- Adolfo[12] († 1437), duca di Jülich(Adolfo I) e di Berg(Adolfo VII) e conte di Ravensberg
- Guglielmo[12] (1382 † 1428), sposato con Adelaide Tecklenbourg e padre di Gerardo († 1475), duca di Berg (Gerardo I) e Jülich (Gerardo VII)
- Gerardo[12] († 1435), prete a Colonia

## Ascendenza
|                                |                                 |                                    | Genitori                                 |  |  | Nonni |  |  | Bisnonni                    |  |  | Trisnonni                     |  |
|                                |                                 |                                    |                                          |  |  |       |  |  | Gerardo VI, conte di Jülich |  |  | Guglielmo IV, conte di Jülich |  |
|                                |                                 |                                    |                                          |  |  |       |  |  | Gerardo VI, conte di Jülich |  |  | Guglielmo IV, conte di Jülich |  |
|                                |                                 | Riccarda di Gheldria               |                                          |  |  |       |  |  | Gerardo VI, conte di Jülich |  |  |                               |  |
| Guglielmo I, duca di Jülich    |                                 |                                    |                                          |  |  |       |  |  | Gerardo VI, conte di Jülich |  |  |                               |  |
|                                |                                 | Elisabetta di Brabante             | Goffredo di Brabante, signore d'Aerschot |  |  |       |  |  |                             |  |  |                               |  |
|                                |                                 | Elisabetta di Brabante             | Goffredo di Brabante, signore d'Aerschot |  |  |       |  |  |                             |  |  |                               |  |
|                                |                                 | Elisabetta di Brabante             | Giovanna, signora di Vierzon e Maizières |  |  |       |  |  |                             |  |  |                               |  |
| Gerardo, conte di Berg         |                                 | Elisabetta di Brabante             |                                          |  |  |       |  |  |                             |  |  |                               |  |
|                                |                                 | Guglielmo I, conte di Hainaut      | Giovanni I, conte di Hainaut             |  |  |       |  |  |                             |  |  |                               |  |
|                                |                                 | Guglielmo I, conte di Hainaut      | Giovanni I, conte di Hainaut             |  |  |       |  |  |                             |  |  |                               |  |
|                                |                                 | Guglielmo I, conte di Hainaut      | Filippa di Lussemburgo                   |  |  |       |  |  |                             |  |  |                               |  |
| Giovanna di Hainaut            |                                 | Guglielmo I, conte di Hainaut      |                                          |  |  |       |  |  |                             |  |  |                               |  |
|                                |                                 | Giovanna di Valois                 | Carlo, conte di Valois                   |  |  |       |  |  |                             |  |  |                               |  |
|                                |                                 | Giovanna di Valois                 | Carlo, conte di Valois                   |  |  |       |  |  |                             |  |  |                               |  |
|                                |                                 | Giovanna di Valois                 | Margherita, contessa d'Angiò             |  |  |       |  |  |                             |  |  |                               |  |
| Guglielmo II, duca di Berg     |                                 | Giovanna di Valois                 |                                          |  |  |       |  |  |                             |  |  |                               |  |
|                                | Ottone III, conte di Ravensberg | Ludovico, conte di Ravensberg      |                                          |  |  |       |  |  |                             |  |  |                               |  |
|                                | Ottone III, conte di Ravensberg | Ludovico, conte di Ravensberg      |                                          |  |  |       |  |  |                             |  |  |                               |  |
|                                | Ottone III, conte di Ravensberg | Adelaide di Dassel                 |                                          |  |  |       |  |  |                             |  |  |                               |  |
| Ottone IV, conte di Ravensberg | Ottone III, conte di Ravensberg |                                    |                                          |  |  |       |  |  |                             |  |  |                               |  |
|                                |                                 | Edvige di Lippe                    | Bernardo III, signore di Lippe           |  |  |       |  |  |                             |  |  |                               |  |
|                                |                                 | Edvige di Lippe                    | Bernardo III, signore di Lippe           |  |  |       |  |  |                             |  |  |                               |  |
|                                |                                 | Edvige di Lippe                    | Sofia di Amsberg                         |  |  |       |  |  |                             |  |  |                               |  |
| Margherita di Ravensberg       |                                 | Edvige di Lippe                    |                                          |  |  |       |  |  |                             |  |  |                               |  |
|                                |                                 | Enrico di Berg, signore di Windeck | Adolfo IV, conte di Berg                 |  |  |       |  |  |                             |  |  |                               |  |
|                                |                                 | Enrico di Berg, signore di Windeck | Adolfo IV, conte di Berg                 |  |  |       |  |  |                             |  |  |                               |  |
|                                |                                 | Enrico di Berg, signore di Windeck | Margherita di Hochstaden                 |  |  |       |  |  |                             |  |  |                               |  |
| Margherita di Berg-Windeck     |                                 | Enrico di Berg, signore di Windeck |                                          |  |  |       |  |  |                             |  |  |                               |  |
|                                |                                 | Agnese di Mark                     | Engelberto I, conte di Mark              |  |  |       |  |  |                             |  |  |                               |  |
|                                |                                 | Agnese di Mark                     | Engelberto I, conte di Mark              |  |  |       |  |  |                             |  |  |                               |  |
|                                |                                 | Agnese di Mark                     | Cunegonda di Bliescastel                 |  |  |       |  |  |                             |  |  |                               |  |
|                                |                                 | Agnese di Mark                     |                                          |  |  |       |  |  |                             |  |  |                               |  |

### Fonti primarie
- (LA)  (NL)  (FR)  Urkundenbuch für die Geschichte des Niederrheins, Volume 3.
- (LA)  Chronologia Johannes de Bek.
- (LA)  %2BZ169785307 Rerum Belgicarum Annales Chronici Et Historici.

### Letteratura storiografica
- (DE)  Guglielmo II conte di Berg_e_Ravensberg, da Allgemeine Deutsche Biographie
- (DE)  Gerardo conte di Berg_e_Ravensberg, da Allgemeine Deutsche Biographie
- (DE)  Guglielmo I conte di Jülich, da Allgemeine Deutsche Biographie
- (FR)  Trophees tant sacres que profanes de la duché de Brabant ..., Volume 1.